# Liste von Kryptographiedateien
Dies ist eine Liste von Kryptographiedateien.

## Objekte
Die folgenden Kryptographieobjekte werden in der Regel in Dateien abgelegt:

### Öffentliche und private Schlüssel
Für Schlüssel gibt es eine Reihe an Dateiformaten; häufig verwendet werden RSA (PKCS#1) und PKCS#8.

### Schlüsselpaare
Ein öffentlicher und private Schlüssel gemeinsam.

### Public-Key-Zertifikate
Die beiden wichtigsten Formate für Public-Key-Zertifikate sind X.509 und PKCS#7.

### Zertifizierungsanfragen (Certificate Signing Requests)
Zertifizierungsanfragen werden in der Regel im PKCS#10-Format erstellt.

### Zertifikatssperrlisten
Zertifikatssperrlisten enthalten Zertifikate, denen nicht mehr vertraut werden kann.

### Keystores
Ein Keystore ist eine geschützte Datei, die mehrere der vorgenannten Objekte enthält. Im Java-Umfeld werden dafür Java Keystores verwendet, ansonsten gibt es das PKCS#12-Format.

## Kodierung
Viele Dateiformate existieren in einer binären DER- und einer Base64-kodierten und damit leichter lesbaren PEM-Variante. In den PEM-Formaten gibt es eine Kopf- und eine Fußzeile, die angibt um welche Art von Objekt es sich handelt, zum Beispiel „-----BEGIN CERTIFICATE -----“ und „-----END CERTIFICATE -----“.

## Dateiendungen
Folgende Dateiendungen werden verwendet:
| Endung   | Art                    | Format        | Kodierung    | PEM Kopfzeile         |
| -------- | ---------------------- | ------------- | ------------ | --------------------- |
| *.bundle | Zertifikatebündel      | X.509         | PEM          |                       |
| *.cer    | Zertifikat             | X.509         | DER oder PEM | CERTIFICATE           |
| *.crl    | Zertifikatsperrliste   | X.509         | DER oder PEM | X509 CRL              |
| *.crt    | Zertifikat             | X.509         | DER oder PEM |                       |
| *.csr    | Zertifizierungsanfrage | PKCS#10       | PEM          | CERTIFICATE REQUEST   |
| *.der    | Zertifikat             | X.509         | DER          |                       |
| *.jceks  | Keystore               | JCE Keystore  | binär        |                       |
| *.jks    | Keystore               | Java Keystore | binär        |                       |
| *.p12    | Keystore               | PKCS#12       | binär        |                       |
| *.p7b    | Zertifikat             | PKCS#7        | DER oder PEM | PKCS7                 |
| *.p7c    | Zertifikat             | PKCS#7        | DER oder PEM | PKCS7                 |
| *.p8     | Schlüssel              | PKCS#8        | DER oder PEM | ENCRYPTED PRIVATE KEY |
| *.pem    | Zertifikat             | X.509         | PEM          | CERTIFICATE           |
| *.pfx    | Keystore               | PKCS#12       | binär        |                       |